# Shilohský ovčák
Shilohský ovčák (anglicky: Shiloh Shepherd Dog) je velké pracovní plemeno psa původem ze Spojených států amerických. Toto psí plemeno není uznané Mezinárodní kynologickou federací (FCI) ani většinou jiných národních klubů. Uznané je organizací ARBA v USA. Je to hlavně proto, že se jedná o plemeno ve vývojové fázi. Vyskytuje se ve dvou variantách: hladké a tzv. plyšové.

## Historie

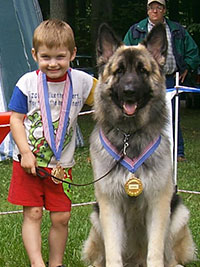

Shilohský ovčák byl vyšlechtěn z pečlivého výběru německých ovčáků s přispěním jednoho mohutného aljašského malamuta. Onou šlechtitelkou byla Tina Barterová z New Yorku v USA, původem Němka, která nebyla spokojená se současným chovem německých ovčáků, jehož hlavním úskalím jsou poklesá pánev, dysplazie kyčelního kloubu, hrb na zádech a nervózní povaha psů. Jejím cílem byl mohutný, sebevědomý a vyrovnaný pes s rovnou horní linií těla a přiměřeným zaúhlením pánevních končetin, kterého si pamatovala z období svého dětství v Německu. Nejdůležitější fáze šlechtění probíhala v 80. letech 20. století, ale teoreticky probíhá šlechtění i v současné době. Každý uchovněný jedinec projde neobvykle vysokým počtem zdravotních testů. Dne 30. května 2011 zemřela ve svých 63 letech Tina a její roli převzala její dcera Lisa Barber.
Shilohský ovčák se stal oblíbeným plemenem, čítajícím v USA tisíce psů. Plemeno si zvolna nachází cestu do Evropy, včetně Česka. Jeho chov se pomalu rozšiřuje, takže v současnosti najdeme kvalitní chovy i v Holandsku a Anglii. První vrh zaznamenala již i chs v ČR. Využívá se jako canisterapeutický či záchranářský pes, dále jako ovčácký pes na farmách nebo rodinný společník.

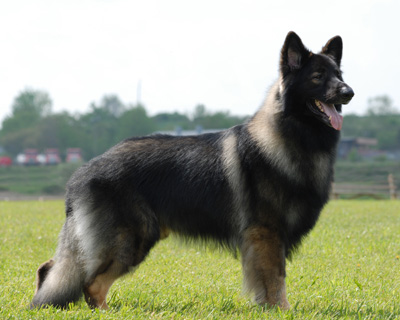

## Vzhled

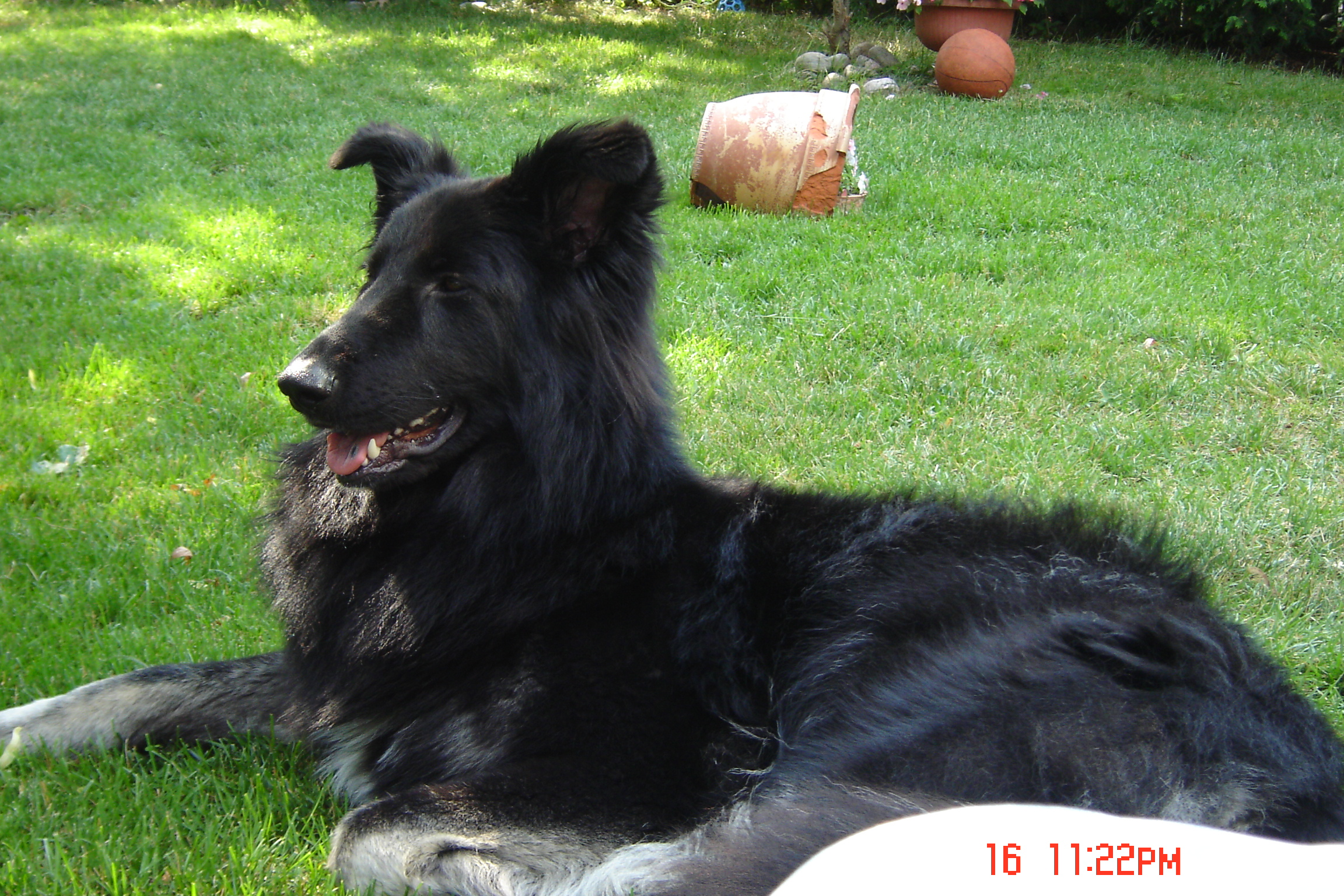
Celočerný shilohský ovčák

Shilohský ovčák je velké psí plemeno, které se může zdát mírně delší než vyšší. Poměr délky a výšky je totiž 10 : 9. Konstrukce je spíše těžká, ale dobře osvalená. Kohoutková výška by měla činit u psů 76 (min. 71) cm při tělesné hmotnosti 54–65 kg a u fen 71 (min. 66) cm nebo více při tělesné hmotnosti 45–54 kg (min 36). Hlava je přiměřeně velká, s vyznačeným stopem a poměrem čumáku k mozkovně 2 : 1. Oči jsou téměř kulaté, bez viditelného bělma, oříškově hnědé barvy. Uši by měly být vzpřímené a natočené dopředu, štěňata je ale mají sklopené, což může některým jedincům zůstat i v dospělosti. Krk je středně dlouhý, pokrytý hustou srstí, plynule navazující na dlouhý hřbet. Ten je poměrně široký a dobře osvalený. Ocas je velmi dlouhý, nošen je svěšený. Srst na něm je velmi hustá a tvoří černou špičku.

### Srst
Srst, která pokrývá celé tělo, se vyskytuje ve dvou typech: hladké a plyšové. Hladká varianta má dvojitou srst střední délky s co nejhustší vnější srstí. Na krku a ocase by měla tvořit límec a prapor. Plyšový typ má také dvojitou srst, která je ale trochu hrubší na dotek, s měkkou podsadou a hlavně méně líná a celkově vyžaduje méně péče. Barvy jsou různé, ale nejčastěji je k vidění typický rex (hnědá podsada, černé sedlo, maska na hlavě).

### Podobná plemena
Nejpodobnější je shilohský ovčák jednomu ze svých předků: německému ovčákovi. Rozdíl je v délce hřbetu, hmotnosti a výrazu. Zatímco německý ovčák se tváří spíše energicky a nedočkavě, shilohský ovčák má klidný a vyrovnaný výraz. Je také mnohem těžší. Rozdíly jsou i v povaze, jelikož v poslední době se u německých ovčáků projevila zvýšená nervozita a agresivita. Právě tyto dvě vlastnosti jsou u shilohských ovčáků nejvíce potlačovány a každý jedinec při bonitaci skládá i test povahy, který rozhoduje o tom, zda bude zařazen do chovného programu, nebo ne.
Další podobné plemeno je opět ovčácké a jedná se o východoevropského ovčáka. Východoevropský ovčák je, stejně jako shilohský ovčák, výsledkem křížení německých ovčáků. I tito psi jsou v průměru lehce těžší a vyšší než NO. Rozdíl je opět v délce hřbetu a ve výrazu, hlavně ale v postoji. Východoevropský ovčák se totiž svým postojem již blíží k německému ovčákovi, což je jedna z věcí, které se chovatelé shilohů snaží předejít. Povahově jsou východoevropští ovčáci více tvrdí a mírně dominantní.

## Povaha
Povahově je shilohský ovčák pracovitý, bystrý, inteligentní a energický pes. Je naprosto vyrovnaný, doma klidný a „v akci“ energický a bystrý. Patří k učenlivým plemenům psů, jejichž výcvik není příliš náročný ani složitý. Rychle pochopí, co po něm cvičitel vyžaduje a udělá to. Vůči majiteli je loajální a je mu plně oddaný, odloučení a samotu těžce nese. Svoji rodinu má rád a dobře vychází i s dětmi, od kterých si nechá líbit leckteré jejich hry. S jinými psy dokáže vyjít nebo s nimi spolupracovat, jinak je ignoruje a kontakt s nimi nevyhledává. Přestože shilohský ovčák nemá vyvinutý lovecký pud, nenechá si ujít příležitost utíkat za jinými zvířaty, ať už se jedná o ta domácí nebo divoká. Pokud s nimi má vycházet, je nutný důkladný výcvik a v případě domácích zvířat i seznámení v nízkém věku. Co se týče cizích osob na jeho území, pak dokáže rozpoznat přátele od nepřátel a v případě ohrožení rodiny či jejího majetku dokáže tvrdě zasáhnout. Dobrý hlídač je i proto, že na každého kolemjdoucího upozorní výrazným hlasem.